# IV. Alexiosz bizánci császár
IV. Alexiosz, magyarosan IV. Elek (ógörögül: Αλέξιος Δ' Άγγελος, Konstantinápoly, 1182. – Konstantinápoly, 1204. február 8.) 1203–1204-ig bizánci császár

## Élete
Apja (II. Iszaakiosz) trónfosztásakor (1195-ben) bebörtönözték, és csak 1201-ben tudott megszökni a zavargásoknak köszönhetően. Sógorához, a nővérét, Irénét nőül vevő Sváb Fülöphöz menekült, majd csatlakozott Montferrati Bonifáchoz, a IV. keresztes hadjárat kiszemelt vezetőjéhez. Zára ostromakor (1202) ideiglenesen elhagyta a tábort, hogy meglátogassa sógorát. Közben megegyezett Bonifáccal, hogy útját Konstantinápoly felé vegye, és harcoljon bitorló nagybátyja, III. Alexiosz ellen. Cserébe bizánci támogatást és a keresztesek adósságainak kifizetését ígérte. A velenceiek is támogatták a gazdag város kirablásával kecsegtető ötletet, így 1202-ben flottájuk a görög fővárosnál kötött ki. Hiába parádézott Alexiosz a falak alatt az ostrom előtt, a bizánciaknak megfelelt a bitorló, tehetségtelen nagybátyja. Aznap, amikor 1203-ban bevették a várost, III. Alexiosz gyorsan elmenekült, és a keresztesek szembesültek azzal, hogy a görögök kiszabadították börtönéből, és ismét császárrá koronázták a megvakított és leépült II. Izsákot. Ez nem volt elfogadható számukra, tehát kényszerítették az uralkodót, hogy fiát társcsászárává tegye.
IV. Alexiosz fényes ígéretei ellenére gyakorlottabb apja egyet biztosra vett: a keresztesek adósságait képtelenség a császári kincstárból kifizetni. Fia, aki nem fogta fel, hogy milyen rossz helyzetben is van az államháztartás, igyekezett előteremteni az összeget. Végül az ígért pénzmennyiség felét sikerült összegyűjtenie ellenfeleitől való elkobzásokkal és egyházi javak elvételével, illetve a III. Alexiosz által irányított trákiai városok kirablásával. Míg a császár pénzszerzéssel foglalatoskodott, Konstantinápoly lakói és a keresztesek között egyre nőtt a feszültség. Hamarosan Alexiosz Murtzuphlosz, a nyugatellenes párt vezére letette a trónról és megfojtatta. Apja nem sokkal élte túl: vagy előrehaladott kora, vagy mérgezés miatt hunyt el. A trónon Murtzuphlosz követte, akit V. Alexiosz néven tettek császárrá.